# Bataille de Port Royal
Guerre de Sécession
Batailles
- Fort Sumter
- USS St. Lawrence
- Head of Passes
- Santa Rosa Island
- Port Royal

- Fort Pulaski
- 1er Pocotaligo
- Secessionville
- Simmon's Bluff
- Tampa
- St. Johns Bluff
- 2e Pocotaligo

- 1er Fort McAllister
- Wassaw Sound
- USS New Ironsides
- Fort Brooke

- Gainesville
- Olustee
- USS Housatonic
- Bataille de Mobile Bay
- Vernon

Natural Bridge
La bataille de Port Royal est l'une des premières opérations amphibies de la guerre de Sécession qui se déroule entre le 3 et le 7 novembre 1861. Au cours de cette bataille, une flotte de la marine des États-Unis et une force expéditionnaire de l'armée des États-Unis capturent Port Royal Sound, en Caroline du Sud, entre Savannah en Géorgie et Charleston en Caroline du Sud. La crique est gardée par deux forts positionnés sur les deux côtés opposés de l'entrée, le fort Walker sur l'île d'Hilton Head vers le sud et le fort Beauregard sur l'île Philip vers le nord. Une petite force de quatre canonnières soutient les forts, mais n'affecte pas matériellement la bataille.

## Contexte
Port Royal est une île de la paroisse de St Helena, à mi-chemin entre Charleston et Savannah en Caroline du Sud. Elle est le centre d'une région insulaire productrice d'une excellente qualité de coton mais son intérêt stratégique repose dans son port naturel de bonne profondeur à l'extrémité d'un large estuaire. Le gouvernement de l'Union avait déterminé Port Royal comme son choix privilégié concernant son objectif de la prise de contrôle d'une ou plusieurs zones portuaires Atlantiques en bordure le long même de la bande côtière des États Confédérés.     

## Préparations

### Développement de la stratégie de l'Union
Au début de la guerre, la marine des États-Unis a la responsabilité de mettre le blocus des côtes du Sud, mais se retrouve avec une tâche difficile à mettre en œuvre lorsqu'elle est contrainte d'avitailler et de s'approvisionner dans les ports du Nord dour des bateaux à vapeur à charbon. Les problèmes de blocus sont analysés par une commission nommée par le secrétaire de la Marine Gideon Welles. Le président de la commission est le capitaine Samuel Francis du Pont(p14),.
La commission précise ses intentions sur les côtes de la Caroline du Sud dans son deuxième rapport, daté du 13 juillet. De façon à améliorer le blocus de Charleston, elle considère la capture d'un port à proximité. Elle porte une attention particulière à trois d'entre eux : Bull's Bay au nord de Charleston, St. Helena Sound et Port Royal Sound au sud. Le dernier des deux pourrait être aussi utile au blocus de Savannah. Elle considère que Port Royal est le meilleur port, mais pense qu'il sera fortement défendu et est en conséquence réticente à recommander sa capture.